# Баратынский, Александр Николаевич
Алекса́ндр Никола́евич Бараты́нский (Бораты́нский; 1867—1918) — русский общественный деятель и политик, член III Государственной думы от Казанской губернии.

## Биография
Из старинного дворянского рода Боратынских. Сын Николая Евгеньевича Боратынского (1835—1898) и Ольги Александровны Казем-Бек (1843—1918). Внук по отцу знаменитого поэта Е. А. Боратынского, по матери — известного востоковеда А. К. Казембека. Землевладелец Казанского уезда (1075 десятин), домовладелец (четыре дома в Казани).
По окончании Императорского училища правоведения в 1889 году, поступил на службу в Министерство юстиции. Состоял помощником секретаря 1-го уголовного отделения Казанского окружного суда (1890—1891), городским судьей 2-го участка в Чистополе (1891—1893), товарищем прокурора Симбирского окружного суда (1893—1897) и, наконец, почётным мировым судьей Казанского судебного округа (1901—1902). В 1902 году вышел в отставку и посвятил себя общественной деятельности.
Избирался предводителем дворянства Казанского и Царевококшайского уездов (1899—1917), гласным Казанского уездного и губернского земских собраний, а также гласным Казанской городской думы (1905—1917). Состоял членом училищной комиссии и комиссии по народному образованию городской управы, попечителем Мариинской гимназии. Занимался организацией сельских школ по примеру яснополянской школы графа Толстого. В 1904 году участвовал в съезде земских деятелей, возглавлял казанский отдел Союза 17 октября. Писал стихи, в 1914 году опубликовал сборник стихов «Друзьям на память».
Состоял выборщиком в Государственную думу I и II созывов. Баллотировался в III Думу, но вновь не прошел. 15 сентября 1908 года был избран членом Государственной думы на дополнительных выборах вместо Н. А. Мельникова. Входил во фракцию октябристов. Состоял товарищем секретаря комиссии по местному самоуправлению, а также членом комиссий: по делам православной церкви, продовольственной, по судебным реформам, по народному образованию, бюджетной. Выступал по вопросам народного образования и местного самоуправления. В 1912 году был произведен в действительные статские советники.
На выборах в IV Думу свою кандидатуру не выставлял, вернулся в Казань, где, как гласный городской думы, занимался вопросами городского хозяйства и народного просвещения. Во время Первой мировой войны состоял местным уполномоченным Российского Общества Красного Креста. В 1916 году стал одним из организаторов выставки «Художественные сокровища Казани».
12 сентября 1918 года, после занятия Казани большевиками, был арестован. 18 сентября приговорен Казанской ЧК во главе с Мартином Лацисом к высшей мере наказания как «антисоветский элемент» и расстрелян. Похоронен на Арском кладбище Казани.

## Семья
Был женат на Надежде Дмитриевне Шиповой. Их дети:
- Дмитрий (1892, Казань — 1932 (1933), Москва). Окончил Симбирскую гимназию, учился в Казанском университете. В 1914 году женился на Софье Сергеевне Депрейс (1881—1972). Участник Первой мировой войны, Белого движения. Арестовывался в 1924, 1930, 1932 годах, расстрелян 10 января 1933 года. Похоронен на Ваганьковском кладбище Москвы. Реабилитирован в 1988 году[4][5][6].
- Ольга (1894—1991), в замужестве Ильина, русская поэтесса, писательница.
- Александр (1899—1918, по другим сведениям: 1900—1919) — талантливый художник и музыкант. В 1918 году с первого курса Казанского университета ушёл добровольцем в Белую армию, сражаясь в армии Колчака, пропал без вести в боях на реке Танып (Башкирия)[4].

## Награды
- Орден Святой Анны 2-й ст. (1901)
- Орден Святого Владимира 4-й ст.
- Орден Святого Владимира 3-й ст. (1914)
- Орден Святого Станислава 1-й степени